# Fernando Henrique Cardoso
Fernando Henrique Cardoso (n. 18 iunie 1931, Rio de Janeiro, Districtul Federal⁠(d), Brazilia) este un sociolog și om politic brazilian, a fost președintele Republicii Federale a Braziliei, al 34-lea ca număr, în două mandate, între 1 ianuarie1995 și 1 ianuarie 2003
Cofondator (în 1988) și președinte de onoare al Partidului Social Democrației Braziliene (PSDB), a fost în trecut senator între anii 1983-1992, ministru de externe în 1992 in timpul administrației Itamar Franco, ministru de finanțe în 1993 și 1994.
Profesor emerit de științe politice și sociologie la universitatea din São Paulo.

## Familia, studiile și anii de tinerețe
Cardoso descinde dintr-o familie înstărită de imigranți din Portugalia. Unii din înaintașii săi au fost politicieni în vremea Imperiului Brazilian.. În anii 1920-1930 unii din membrii familiei sale au fost activi in cercurile rebele „tenentiste” din cadrul armatei braziliene. 
Din partea mamei are și rădăcini africane, având o străbunică neagră și o bunică mulatră. 

Născut în Botafogo, zonă urbană parte a orașului Rio de Janeiro într-o familie de militari, a trăit cea mai mare parte a vieții la São Paulo.
A studiat sociologia la Universitatea din São Paulo⁠(en)[traduceți], unde a obținut și doctoratul în științe PhD și unde mai târziu, în 1968 a devenit profesor titular la catedra de științe politice și sociologie. Regimul de dictatură militară din țara sa l-a silit să plece în exil în Chile și apoi în Franța, de unde i s-a permis să se întoarcă în 1968.
A predat în trecut la École des Hautes Études en Sciences Sociales și la Collège de France la Paris, precum și la universitatea Paris-Nanterre, de asemenea la universitățile Stanford și Berkeley din SUA, la universtatea Münster din Germania

## Activitatea politică
Cardoso a devenit unul din activiștii campaniei pentru întoarcerea la democrație și pentru respectarea drepturilor omului.
Senator vreme de mulți ani, apoi, în anii de restaurare a democrației, ajuns ministru de externe, în 1993-1994, în cadrul administației Itamar Franco, Cardoso a deținut portofoliul finanțelor. În această calitate a realizat un plan economic reușit (Plano Real) de combatere a hiperinflației, care i-a adus popularitate. 
.
În 1994 a câștigat alegerile prezidențiale, candidând din partea unei coaliții de centru-stânga PSDB, PFL (Partidul Frontului liberal) și PTB (Partidul Brazilian al Muncii).
Ulterior coaliției guvernamentale i s-au alăturat Partidul Mișcării Democratice Braziliene, iar din 1996 și Partidul Progresist, însă lipsa de disciplină de partid a deputaților a făcut ca adoptarea de legi să fie dificilă, iar reformele fiscale și de securitate sociala inițiate de administrația Cardoso au putut fi realizate doar parțial.
Bucurându-se de popularitate și cunoscut de public sub inițialele FHC, în 1999, în urma unui amendament corespunzător al Constituției, a fost cel dintâi președinte al Braziliei democratice ales și pentru o a doua cadență.
Politica sa economică, cu un caracter neo-liberal, s-a caracterizat prin privatizarea a numeroase întreprinderi și prin rigoare financiară.
La începutul celei de -a doua cadențe ale guvernării sale, o mare devalorizare a monedei provocată de criza financiară internațională din 1998 (în Mexic, Rusia și Asia de Est) a târât Brazilia într-o gravă criză financiară, care s-a însoțit de mari fugi de capital
Cardoso obținut concursul Fondului Monetar International pentru un plan de intervenție de trei ani, care a atras contractarea unor mari datorii - circa 41.5 miliarde de dolari.
În timpul președinției sale s-a construit gazoductul Brazilia - Bolivia. În anii 2000-2001 țara a sărbătorit 500 ani de la descoperirea ei de către portughezi.
Cardoso conduce un institut de cercetări care îi poartă numele.
În anul 2005 revista britanică Prospect l-a inclus pe Cardoso pe lista a 100 de intelectuali cei mai însemnați ai lumii. 
Face parte din cercul Global Elders inițiat de Nelson Mandela.
Văduv după decesul soției sale, antropologul Ruth Vilaça Correia Leite Cardoso, în 24 iunie 2008, are patru copii (unul din ei, dintr-o relație extraconjugală)

## Cărți
- Dependență și dezvoltare în America latină, eseu de interpretare sociologică

(Dependencia y desarrollo en America Latina Ensayo de interpretación sociológica) 1969.
- Sclavagism și capitalism în Brazilia meridională 1961

(Escravidão e capitalismo no Brasil méridional)

## Premii și onoruri
- Premiul principelui de Asturias - 2000
- Ordinul Steaua României
- Order of Bath - din Marea Britanie
- Ordinul Libertății - din Portugalia
- Ordinul Elefantului - din Danemarca
- Ordinul Acvilei Albe
- membru de onoare al Academiei Americane de Arte și Științe